# Gasterellaceae
Gasterellaceae är en familj av svampar. Gasterellaceae ingår i ordningen Boletales, klassen Agaricomycetes, divisionen basidiesvampar och riket svampar.
|                | Serpulaceae                  |
|                |                              |
|                | Sclerogastraceae             |
|                |                              |
|                | Sclerodermataceae            |
|                |                              |
|                | Rhizopogonaceae              |
|                |                              |
|                | Protogastraceae              |
|                |                              |
|                | Paxillaceae                  |
|                |                              |
|                | Hygrophoropsidaceae          |
|                |                              |
|                | Gyroporaceae                 |
|                |                              |
|                | Gomphidiaceae                |
|                |                              |
|                | Gastrosporiaceae             |
|                |                              |
| Gasterellaceae | \| \| Gasterella \| \| \| \| |
|                | \| \| Gasterella \| \| \| \| |
|                | Diplocystidiaceae            |
|                |                              |
|                | Coniophoraceae               |
|                |                              |
|                | Boletinellaceae              |
|                |                              |
|                | Boletaceae                   |
|                |                              |
|                | Amylocorticiaceae            |
|                |                              |
|                | Calostomataceae              |
|                |                              |
|                | Suillaceae                   |
|                |                              |
|                | Tapinellaceae                |
|                |                              |
|                | Marthanella                  |
|                |                              |
|                | Corneromyces                 |
|                |                              |
|                | Corditubera                  |
|                |                              |
|                | Jaapia                       |
|                |                              |
|                | Phaeoradulum                 |
|                |                              |
|                | Coniophoropsis               |
|                |                              |
|                | Gasterella                   |
|                |                              |

|  | Gasterella |
|  |            |